# Омирали, Нышан Елубайулы
Нышан Елубайулы Омирали (каз. Нышан Елубайұлы Өмірәлі; 11 мая 1993, Каратау, Жамбылская область, Казахстан — 2 октября 2024, Тараз, Жамбылская область, Казахстан) — казахстанский тхэквондист-паралимпиец, двукратный чемпион мира, участник летних Паралимпийских игр 2020 в Токио и летних Паралимпийских игр 2024 в Париже.

## Биография
Победил на чемпионах мира по паратхэквондо в весовой категории свыше 75 кг в 2014 году в Москве (первая победа в истории Казахстана на чемпионате мира по паратхэквондо) и 2017 году в Лондоне, занял второе место на чемпионате мира в 2015 году в Самсуне.
4 сентября 2021 года соревновался на летних Паралимпийских играх 2020 в Токио в весовой категории свыше 75 кг. В 1/8 финала проиграл коста-риканцу Андресу Молине, в утешительном четвертьфинале победил марокканца Рашида Исмаили Алауи. В утешительном полуфинале проиграл мексиканцу Франсиско Алехандро Педросе Луне и выбыл из турнира.
31 августа 2024 года соревновался на летних Паралимпийских играх 2024 в Париже в весовой категории свыше 80 кг. В 1/8 финала победил сирийца Ахмеда Шеху, в четвертьфинале проиграл американцу Эвану Меделлу. В утешительном полуфинале победил хорвата Ивана Микулича, затем проиграл матч за третье место иранскому спортсмену Хамеду Хагшенасу.
Погиб в результате дорожно-транспортного происшествия. 1 октября 2024 года ехал за рулём из Туркестанской области в Тараз, находился в салоне машины один. В 22:15 часов на 542-м километре автодороги «Западная Европа — Западный Китай», недалеко от села Айша-Биби пытался объехать верблюда, который вышел на проезжую часть дороги, и не справился с управлением. Скончался от полученных травм по дороге в городскую больницу № 1 Тараза.

## Спортивные результаты
| Год  | Турнир                          | Место проведения | Категория        | Место |
| ---- | ------------------------------- | ---------------- | ---------------- | ----- |
| 2014 | Чемпионат мира                  | Москва           | свыше 75 кг, K42 | 1     |
| 2015 | Чемпионат мира                  | Самсун           | свыше 75 кг, K42 | 2     |
| 2017 | Чемпионат мира                  | Лондон           | свыше 75 кг, K42 | 1     |
| 2019 | Чемпионат мира                  | Анталья          | свыше 75 кг, K44 | 9     |
| 2021 | Летние Паралимпийские игры 2020 | Токио            | свыше 75 кг, K44 | 7     |
| 2021 | Чемпионат мира                  | Стамбул          | свыше 80 кг, K44 | 5     |
| 2023 | Чемпионат Европы                | Стамбул          | свыше 80 кг, K44 | 3     |
| 2023 | Чемпионат мира                  | Веракрус         | свыше 80 кг, K44 | 5     |
| 2023 | Азиатские Параигры 2022         | Ханчжоу          | свыше 80 кг, K44 | 2     |
| 2024 | Летние Паралимпийские игры 2024 | Париж            | свыше 80 кг, K44 | 5     |